# 2سي 2بي
2سي 2بي (بالإنجليزية: 2C2P) هو مزود خدمة دفع يعمل مع المؤسسات العالمية العاملة في الأسواق الناشئة لقبول المدفوعات عبر القنوات الإنترنت والجوال وغير المتصلة بالإنترنت، فضلاً عن تقديم خدمات الإصدار والمدفوعات والتحويلات وتجميع السلع الرقمية وإعادة بيعها. يقع مقرها الرئيسي في سنغافورة وتعمل في أكثر من 20 دولة حول العالم.

## التاريخ
تأسست في عام 2003 من قبل أونغ كياو مو، توسعت الشركة إلى سنغافورة في عام 2007 وأسواق أخرى عبر آسيا وأوروبا وتوظف أكثر من 400 موظف في 10 أسواق. في عام 2013 احتلت شركة 2C2P المرتبة 100 في جوائز ديلويت التي كرمت شركات التكنولوجيا الإقليمية الأسرع نموًا. وفي عام 2021 ظهرت الشركة في قائمة أكبر 500 شركة ذات نمو مرتفع في منطقة آسيا والمحيط الهادئ في فاينانشال تايمز، وتم إدراجها أيضًا في أسرع الشركات نموًا لعام 2021 لصحيفة ستريتس تايمز في سنغافورة. وفي أبريل 2022 استحوذت شركة آنت جروب الصينية للخدمات المالية والمدفوعات على ملكية الأغلبية في الشركة.

## المنتجات والخدمات
تمكّن الشركة تجارها من قبول المدفوعات الإلكترونية والمدفوعات عبر الهاتف المحمول وبطاقات الائتمان ومدفوعات نقاط البيع في أكثر من 20 دولة. تشمل خدماتها معالجة المدفوعات والاستحواذ في بعض الأسواق، وإصدار البطاقات والمحافظ، ومعالجة المدفوعات الجماعية والتحويلات عبر الحدود، وتجميع وبيع السلع والخدمات الرقمية.

## أنظر أيضا
- قائمة بمزودي خدمة الدفع عبر الإنترنت
- التجارة الإلكترونية
- بوابة الدفع
- مزود خدمة الدفع

## روابط خارجية
- الموقع الرسمي